# Divisió de Multan
La divisió de Multan fou una entitat administrativa del Panjab (Pakistan) que va existir fin a l'abolició d'aquest nivell de subdivisions el 2000. La capital era Multan. Estava formada pels següents districtes:
- Districte de Lodhran
- Districte de Multan
- Districte de Khanewal
- Districte de Vehari
- Districte de Pakpattan
- Districte de Vehari

La divisió es va crear sota domini britànic formant una falca entre la Província de la Frontera del Nord-oest i l'estat de Bahawalpur del que quedava separat al sud-est pel riu Sutlej, mentre l'Indus corria en part per la divisió i en part pel seu límit oest. La capital era Multan excepte a l'estiu que era a Fort Munro. La divisió fou abolida del 1884 al 1901. La població el 1881 era de 2.036.956 i el 1901 de 3.014.675 habitants (repartits en 5.085 pobles i 23 ciutats) i la superfície de 76.457 km². La població era en un 79% musulmans, amb una forta minoria hindú (536.000), i 80.000 jains. La divisió estava integrada per cinc districtes:
- Districte de Mianwali
- Districte de Jhang
- Districte de Multan
- Districte de Muzaffargarh
- Districte de Dera Ghazi Khan

El 1904 una part del districte de Jhang es va separar per formar el nou districte de Lyallpur.
Les poblacions principals eren Multan (amb 87.394 habitants), Jhang-Maghiana (24.382) i Dera Ghazi Khan (23.371).